# Aglaophenia dispar
Aglaophenia dispar is een hydroïdpoliep uit de familie Aglaopheniidae. De poliep komt uit het geslacht Aglaophenia. Aglaophenia dispar werd in 1948 voor het eerst wetenschappelijk beschreven door Fraser. 